# Aguilar de Segarra
Aguilar de Segarra là một đô thị trong comarca Bages, tỉnh Barcelona, Catalonia, Tây Ban Nha.

## Biến động dân số
- Biến động dân số từ năm 1998 đến năm 2006

| 1998 | 1999 | 2000 | 2001 | 2002 | 2003 | 2004 | 2005 | 2006 |
| ---- | ---- | ---- | ---- | ---- | ---- | ---- | ---- | ---- |
| 211  | 213  | 213  | 208  | 215  | 224  | 230  | 235  | 250  |